# Ceissac e Alanhac
Ceyssat és un municipi francès situat al departament del Puèi Domat i a la regió d'Alvèrnia-Roine-Alps. L'any 2007 tenia 610 habitants.

## Demografia

### Població
El 2007 la població de fet de Ceyssat era de 610 persones. Hi havia 249 famílies de les quals 70 eren unipersonals (43 homes vivint sols i 27 dones vivint soles), 74 parelles sense fills, 97 parelles amb fills i 8 famílies monoparentals amb fills.
La població ha evolucionat segons el següent gràfic:
Habitants censats

### Habitatges
El 2007 hi havia 337 habitatges, 254 eren l'habitatge principal de la família, 63 eren segones residències i 20 estaven desocupats. 312 eren cases i 23 eren apartaments. Dels 254 habitatges principals, 196 estaven ocupats pels seus propietaris, 44 estaven llogats i ocupats pels llogaters i 14 estaven cedits a títol gratuït; 1 tenia una cambra, 12 en tenien dues, 45 en tenien tres, 77 en tenien quatre i 119 en tenien cinc o més. 219 habitatges disposaven pel capbaix d'una plaça de pàrquing. A 89 habitatges hi havia un automòbil i a 141 n'hi havia dos o més.

### Piràmide de població
La piràmide de població per edats i sexe el 2009 era:
| Homes | Edats   | Dones |
| ----- | ------- | ----- |
| 1     | 95 o +  | 0     |
| 0     | 90 a 94 | 2     |
| 2     | 85 a 89 | 4     |
| 1     | 80 a 84 | 3     |
| 7     | 75 a 79 | 5     |
| 9     | 70 a 74 | 11    |
| 11    | 65 a 69 | 12    |
| 13    | 60 a 64 | 11    |
| 9     | 55 a 59 | 7     |
| 18    | 50 a 54 | 14    |
| 18    | 45 a 49 | 20    |
| 27    | 40 a 44 | 20    |
| 22    | 35 a 39 | 18    |
| 21    | 30 a 34 | 22    |
| 11    | 25 a 29 | 14    |
| 9     | 20 a 24 | 10    |
| 12    | 15 a 19 | 14    |
| 17    | 10 a 14 | 12    |
| 15    | 5 a 9   | 19    |
| 9     | 0 a 4   | 17    |

## Economia
El 2007 la població en edat de treballar era de 403 persones, 314 eren actives i 89 eren inactives. De les 314 persones actives 301 estaven ocupades (164 homes i 137 dones) i 13 estaven aturades (5 homes i 8 dones). De les 89 persones inactives 29 estaven jubilades, 33 estaven estudiant i 27 estaven classificades com a «altres inactius».

### Ingressos
El 2009 a Ceyssat hi havia 267 unitats fiscals que integraven 649,5 persones, la mediana anual d'ingressos fiscals per persona era de 19.948 €.

### Activitats econòmiques
Dels 24 establiments que hi havia el 2007, 1 era d'una empresa de fabricació d'altres productes industrials, 6 d'empreses de construcció, 4 d'empreses de comerç i reparació d'automòbils, 1 d'una empresa de transport, 4 d'empreses d'hostatgeria i restauració, 1 d'una empresa immobiliària, 3 d'empreses de serveis, 3 d'entitats de l'administració pública i 1 d'una empresa classificada com a «altres activitats de serveis».
Dels 10 establiments de servei als particulars que hi havia el 2009, 2 eren tallers de reparació d'automòbils i de material agrícola, 1 paleta, 1 guixaire pintor, 2 fusteries, 1 lampisteria, 1 electricista i 2 restaurants.
L'any 2000 a Ceyssat hi havia 20 explotacions agrícoles.

## Equipaments sanitaris i escolars
El 2009 hi havia una escola elemental.

## Poblacions més properes
El següent diagrama mostra les poblacions més properes.